# Gran Galà
Gran Galà è il quinto album di studio del gruppo ska punk italiano Talco, pubblicato il 20 agosto 2012 dalla Destiny Records.
A fine agosto 2012 il gruppo ha annunciato che dopo La Cretina Commedia sarebbe uscito un nuovo album in studio intitolato Gran Galà sotto l'etichetta Destiny Record in uscita il 9 novembre, con uno "speciale regalo" per ogni preordine effettuato dal loro sito ufficiale. Il 19 ottobre 2012 viene pubblicato su YouTube il video del primo singolo, Danza dell'autunno rosa. In seguito, il 2 dicembre dello stesso anno viene pubblicato un altro video, del brano San Maritan

## Tracce
1. Gran Galà – 1:39
2. La mia città – 3:03
3. San Maritan – 3:28
4. Danza dell'autunno rosa – 4:32
5. La roda de la fortuna – 0:34
6. La macchina del fango – 2:44
7. All'adunata del feticcio – 3:29
8. I giorni e una notte – 3:32
9. Dai Nomadi – 4:01
10. La veglia del Re nudo – 3:00
11. A picco – 3:30
12. Teleternità – 2:21
13. XIII – 1:51
14. Ancora – 2:46
15. Un'idea – 3:00

## Formazione
- Tomaso De Mattia - voce, chitarra
- Emanuele Randon - chitarra, cori
- Marco Salvatici - basso, cori
- Nicola Marangon - batteria
- Enrico Marchioro - sassofono tenore
- Andrea Barin - tromba